# Torre di Mosto
Torre di Mosto é uma comuna italiana da região do Vêneto, província de Veneza, com cerca de 4.304 habitantes. Estende-se por uma área de 38 km², tendo uma densidade populacional de 113 hab/km². Faz fronteira com Caorle, Ceggia, Cessalto (TV), Eraclea, San Donà di Piave, Santo Stino di Livenza.

## Demografia
| Variação demográfica do município entre 1861 e 2011                               |
|                                                                                   |
| Fonte: Istituto Nazionale di Statistica (ISTAT) - Elaboração gráfica da Wikipedia |